# 대한민국한식협회
대한민국한식협회는 한식 조리인 인적자원을 조직화, 체계화, 과학화하여 음식과 관련된 산·학·관·연구기관과 상호간 정보교류 및 관계개선을 도모하며, 한식지적재산권발굴사업을 통한 조리과학기술을 연구개발, 보존, 발굴, 개선, 향상시켜 조리인의 자질향상을 배양하고 위상정립 및 권익을 보호하며 국가의 한식세계화, 산업화에 적극 협조하여 바른 한식조리인 상을 정립할 목적으로 2010년 6월 23일 설립된 사단법인이다. 사무실은 서울특별시 강동구 아리수로421 MIDC빌딩 10층 (강일동 679-2)에 있다.

## 협회 연혁
- 2010.06.23 한국음식조리인연합 설립허가
- 2013.05.30 '대한민국한식협회'로 명칭 변경[1]